# Demon Knights
Demon Knights — серия комиксов, которую в 2011—2013 годах издавала компания DC Comics.

## Синопсис
Действие происходит в Тёмных Веках Вселенной DC. Джейсон Блад и Мадам Занаду противостоят варварам. Однако демон Этриган, живущий внутри Блада, не желает защищать людей от варваров.

## Коллекционные издания
| Название                                     | Тип            | Дата выхода   | Собранный материал      | Кол-во страниц | ISBN                      | Предполагаемый объём продаж (первый месяц) |
| -------------------------------------------- | -------------- | ------------- | ----------------------- | -------------- | ------------------------- | ------------------------------------------ |
| Demon Knights Vol. 1: Seven Against the Dark | Мягкая обложка | 11 июля 2012  | Demon Knights #1-7      | 160            | 9781401234720, 1401234720 | 2 585, позиция в Северной Америке — 20     |
| Demon Knights Vol. 2: The Avalon Trap        | Мягкая обложка | 22 мая 2013   | Demon Knights #8-12; #0 | 144            | 9781401240394, 1401240399 | 1 732, позиция в Северной Америке — 58     |
| Demon Knights Vol. 3: The Gathering Storm    | Мягкая обложка | 8 января 2014 | Demon Knights #13-23    | 144            | 9781401242695, 1401242693 | 1 291, позиция в Северной Америке — 64     |

## Отзывы
На сайте Comic Book Roundup серия имеет оценку 7,8 из 10 на основе 119 рецензий. Расс Берлингейм из ComicBook.com включил серию на 3 место в топ 10 лучших комиксов New 52. Грег Макэлхаттон из Comic Book Resources писал, что «у Demon Knights был забавный первый выпуск». Эрик Норрис из IGN дал дебюту 8 баллов из 10 и похвалил художника Диогена Невеса. Его коллега Бенджамин Бейли рассмотрел 14 выпуск, поставив ему оценку 9 из 10, и отметил работу художника Бернарда Чанга. Мелисса Грей с того же сайта дала 20 выпуску 8,8 балла из 10 и подчеркнула, что «Demon Knights продолжает оставаться одной из самых сильных серий комиксов о командах в линейке DC».